# Octorradiata bonaerensis
Octorradiata bonaerensis is een hydroïdpoliep uit de familie Geryoniidae. De poliep komt uit het geslacht Octorradiata. Octorradiata bonaerensis werd in 1989 voor het eerst wetenschappelijk beschreven door Zamponi & Genzano. 